# Bokseropstanden
Bokseropstanden (mandarin: 义和团起义; pinyin: Yìhétuán Qǐyì; "Det harmoniske og retfærdige samfund") er den i Europa gængse betegnelse for en national, fremmedfjendtlig bevægelse i Kina, der 1898-1899 opstod i provinserne Shandong og Zhili efter enkekejserinde Cixis reaktionære statskup i september 1898, og som iværksatte en opstand mod vestlig politisk og kommerciel indflydelse i Kina.
I august 1900 havde 230 udlændinge mistet livet, mens tusinder af kinesiske kristne og rebeller var blevet dræbt.

## Selskabet af de retfærdige og harmoniske knytnæver
Selskabet af de retfærdige og harmoniske knytnæver var en halvreligiøs gruppe, som førte an i oprøret med stiltiende samtykke fra Enkekejserinde Cixi. De ville fjerne alle udlændinge fra kinesisk jord. En af hovedlederne var Shandongs tidligere guvernør Liping-hung, der på grund af sin lærdom og karakter ansås for konfuciansk vismand. Han organiserede kompagnier af dannede ynglinge; de ekserceredes af en anfører, som de skyldte ubetinget lydighed. Sammenslutningen kaldtes I-ho-tuan, »frivillig, national forening«, dens mål var åbenlys kamp mod "de fremmede smukke djævle og deres fordærvelige indflydelse". Stormagternes havneforpagtninger: Port Arthur, Wei-hai-wei og Kiau-tsjou, koncessioner og missionærer var medvirkende årsager til bokseropstandens rivende udbredelse. I maj 1899 så europæerne deres øvelser og kaldte dem boksetræning, hvoraf opstanden fik sit navn. Ungdommens politiske fanatisme øgedes ved en art mysterier med natlige kultushandlinger og liturgiske sange, hvorved lederne indviede dem, og hvorved de fik tro på at være usårlige. Deres virksomhed viste sig hurtigt i angreb på missionærer, jernbane- og telegrafarbejdere.

## Opstanden
Ved hoffet fandt bokserne ivrige fortalere blandt manchu-prinserne, særlig den reaktionære prins Tuan, og de kejserlige tropper fik ordre til ikke at skyde på dem. Imidlertid øgedes uroen, og juni 1900 indså gesandterne i Peking, at de måtte hidkalde tropper til værn mod et muligt overfald. Samme måned brød opstanden løs med mord og plyndringer af europæere alle vegne. Den 20. juni myrdedes den tyske gesandt, baron Clemens von Ketteler, på vej til Tsung-li-jamen, og de europæiske legationer belejredes ikke blot af boksere, men også af kejserlige tropper, da de europæiske magters beskydning af Taku-forterne gav enkekejserinden påskud til at gå med til kravet om europæernes fordrivelse. Derimod var mange kinesiske embedsmænd mod bokseropstanden, således Yuan Shikai, guvernør i Shandong, hvor han på trods af regeringen lod alle de boksere, han kunne få fat i, hænge eller nedhugge.

## Nedkæmpelsen
Efter otte ugers hårdnakket belejring befriedes legationerne den 14. august af magternes undsætningsekspedition på cirka 45.000 soldater fra Frankrig, Italien, Japan, Rusland, Storbritannien, Tyskland, USA og Østrig-Ungarn og ledet af den russiske general Lenevitsch. Peking blev delvis besat, og kejserfamilien flygtede hovedkulds til Sin-ganfu i provinsen Sjensi. Under fredsforhandlingerne i Peking med prins Tsjing og Li-hung-tsjang holdtes Peking stadig besat, og i vinteren og foråret 1901 udsendtes flere europæiske, især tyske, straffeekspeditioner mod bokserne.

## Fredsaftalen
Ved freden den 7. september 1901, kendt som Bokserprotokollen og Xinchou-aftalen (kinesisk: 辛丑条约) mellem Kina og ottenationsalliancen bestående af Storbritannien, USA, Japan, Rusland, Frankrig, Tyskland, Italien, Østrig-Ungarn, Belgien, Spanien og Nederlandene måtte Qing-imperiet gøre følgende indrømmelser:
1. Qing-imperiet skulle betale en krigsskadeserstatning på 450 mio. taels sølv (ca. 18.000 tons svarende til værdi på ca. 333 millioner dollar) til de udenlandske magter;
2. Qing pålagdes at straffe de embedsmænd, som havde støttet oprøret (prins Tuan degraderedes og forvistes til Turkestan, tre stormænd måtte dræbe sig selv, tre henrettedes);
3. Forterne i Tagu skulle sløjfes;
4. Qing-imperiet fik forbud mod at indkøbe krigsmateriel i 2 år;
5. De sejrende magter fik ret til at permanent placere tropper i legationskvarteret og steder omkring Peking og Tianjin;
6. Suspension af de kejserlige eksaminer i de provinser, som havde støttet oprøret;
7. Qing-imperiet pålagdes at sende en særskilt ambassadør (prins Tsjun) til Berlin for at undskylde over for den tyske kejser for mordet på den tyske gesandt Clemens von Ketteler.

## Historiske registreringer
- 14. august 1900 - Ottenationsalliancen besætter Peking i en offensiv for at stoppe Bokseropstanden i Qing-dynastiets Kina